# Alkahest
El alkahest es el nombre que se le daba a un hipotético disolvente universal cuya existencia era proclamada por la alquimia. Este concepto se remonta a la segunda mitad del siglo XVII. La palabra, que Paracelso derivó a partir de la palabra árabe alkali, es retomada por Jan Baptista van Helmont. Según la receta de Paracelso el alkahest se componía de cal, alcohol y carbonato de potasio.
Según los alquimistas el alkahest era un elemento capaz de disolver todos los metales, y por el cual todos los cuerpos terrestres podían reducirse a su ser primitivo, o materia original (éter), del cual estaban formados. Según sostenían los alquimistas, era una potencia que obraba en las formas astrales (o almas) de todas las cosas y capaz, por consiguiente, de disolverlas.

## Textos alquímicos
- Paracelso, De viribus membrorum (1526-1527), en Opera omnia (1658) t. I p. 352 ; Werke t. III, p. 13-28..
- George Starkey (Eyrénée Philalèthe) (1628-1665) The secret of the immortal liquor called alkhalest or ignis-aqua by Eirenaeus Philalethes. on line en sacred-texts.com-
- Eyrénée Philalèthe: "Anthoposophia theomagica", 1650.
- 'Las cuatro alas de mercurio: alquimia tradicional de alto grado. Longevidad, iluminación, bienestar' por Apiano Leon de Valiente, cuidado por Daniel Moreno B. Y editado por Trafford Publishing el año 2012

## Enlaces
- ecovisiones
- The universal solvent The Synthesist JOURNAL OF PSYCHOSYNTHESIS

- Datos: Q577102